# جان جنکینز کول
جان جنکینز کول (انگلیسی: John Jenkins Cole; ۱ ژانویهٔ ۱۸۱۵ – ۱ ژانویهٔ ۱۸۹۷) معمار انگلیسی بود. او برای ۲۵ سال معمار رسمی بورس لندن بود و مرمت‌هایی در استون‌هنج انجام داد.